# Esarcato apostolico
Un esarcato apostolico è una forma di diocesi della Chiesa cattolica in uso presso le Chiese di rito orientale.
È una tipologia di circoscrizione ecclesiastica cattolica analoga all'esarcato arcivescovile e all'esarcato patriarcale.

## Normativa canonica
La normativa ecclesiastica relativa agli esarcati apostolici è sancita dal Codice dei canoni delle Chiese orientali agli articoli 311-321.
Secondo la prassi, si possono configurare due casi distinti di esarcati apostolici:
- esarcati apostolici istituiti fuori dal "territorio proprio", ossia il territorio di nascita di una Chiesa patriarcale e di una Chiesa arcivescovile maggiore;
- esarcati apostolici istituiti all'interno del "territorio proprio" di una Chiesa di rito orientale, quando questa, per l'esiguo numero di fedeli o per altri motivi, non può essere costituita in eparchia.

L'esarcato apostolico è eretto unicamente dal Sommo Pontefice ed è immediatamente soggetto alla Santa Sede. È retto da un esarca, semplice sacerdote o vescovo, nominato dal papa; nel caso abbia carattere episcopale, gli viene assegnata una sede titolare.

## Elenco
Di seguito i 14 esarcati apostolici attualmente presenti, divisi per Chiese sui iuris:

### Chiesa armeno-cattolica
- Esarcato apostolico di America Latina e Messico

### Chiese greco-cattoliche
- Esarcato apostolico di Costantinopoli
- Esarcato apostolico di Grecia
- Esarcato apostolico di Harbin (Cina continentale)
- Esarcato apostolico della Repubblica Ceca
- Esarcato apostolico di Russia
- Esarcato apostolico di Germania e Scandinavia (Chiesa greco-cattolica ucraina)
- Esarcato apostolico d'Italia (Chiesa greco-cattolica ucraina)
- Esarcato apostolico dei Santi Cirillo e Metodio di Toronto (Chiesa rutena)

### Chiesa cattolica greco-melchita
- Esarcato apostolico di Argentina dei Melchiti
- Esarcato apostolico del Venezuela dei Melchiti

### Chiesa maronita
- Esarcato apostolico della Colombia

### Chiesa cattolica sira
- Esarcato apostolico del Venezuela dei Siri
- Esarcato apostolico del Canada dei Siri